# Xuño

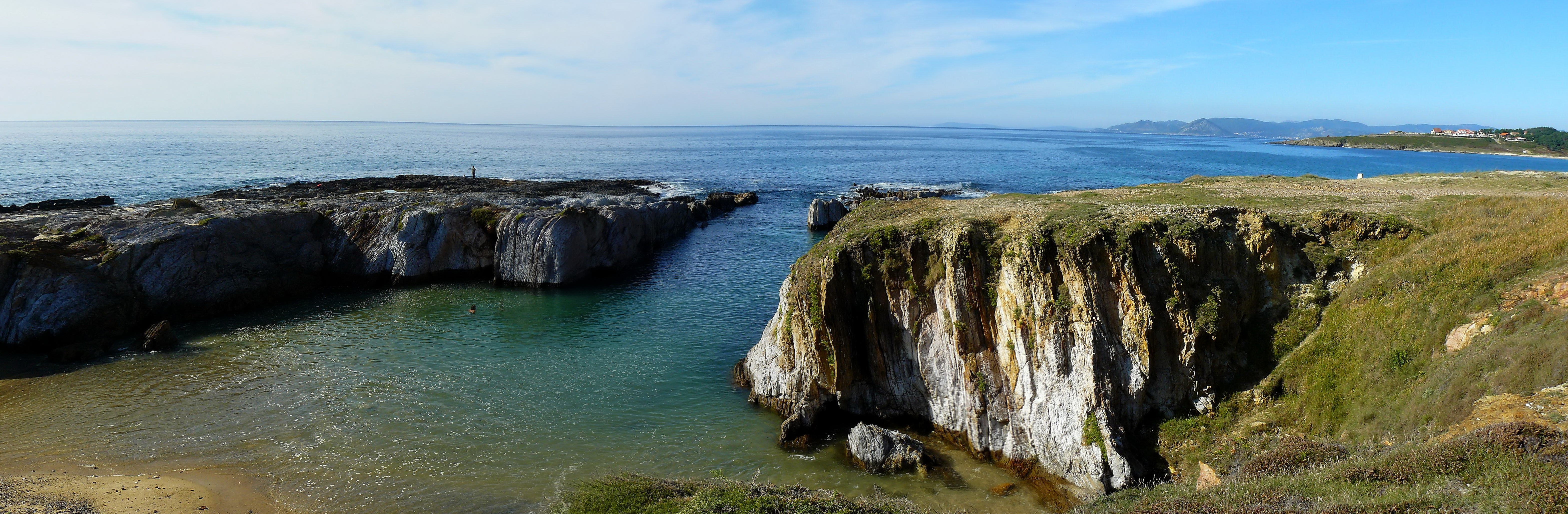
Platja d'As Furnas

Santa Mariña de Xuño és una parròquia del municipi gallec de Porto do Son, a la província de la Corunya. Va ser un municipi independent entre 1812 i 1836.

## Geografia
Limita al nord amb la parròquia de Caamaño, al sud amb la de San Pedro de Muro, a l'est amb el municipi d'A Pobra do Caramiñal i a l'oest amb l'oceà Atlàntic. És travessada pel riu Sieira.
Destaquen les platges d'Agrexús, la de la desembocadura del Sieira a Caamaño i la d'As Furnas. A la vora de la platja d'Agrexús hi ha la llacuna de Xuño, que forma part de la Xarxa Natura 2000 i del complex dunar de Corrubedo.

## Demografia
L'any 2015 tenia una població de 733 habitants agrupats en 18 entitats de població: Abuín, A Arnela, O Campanario, O Castro, O Covelo, A Igrexa, A Insua, O Lagarto, Lamelas, Lavandeira, Montemuíño, Orellán, Penas, Raña, Soanes, Tarrío, Udres i Vilar.

## Llocs d'interès
- Platja d'As Furnas, amb roques modelades pel vent i les onades, on es practica surf.
- Església de Santa Mariña, d'estil romànic del segle xii.
- Monte Pé do Castelo.
- Pont medieval sobre el riu Sieira.